# Diecezja lubelsko-podlaska

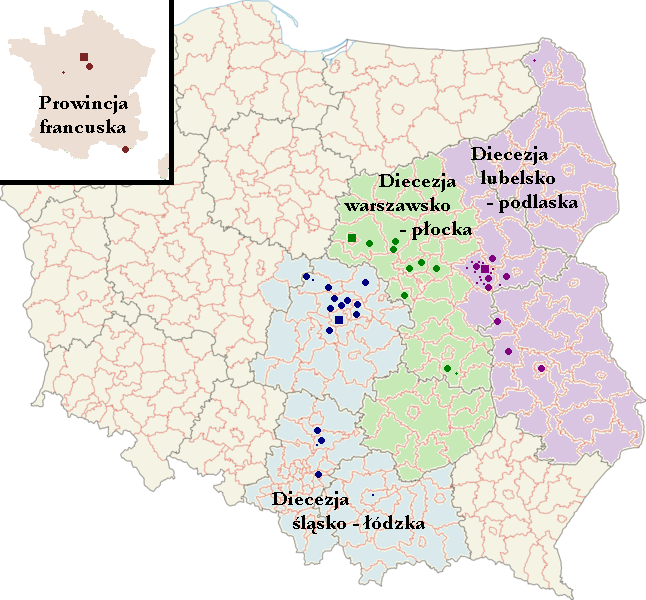
Podział administracyjny Kościoła Starokatolickiego Mariawitów w RP

Diecezja lubelsko-podlaska – jedna z trzech diecezji Kościoła Starokatolickiego Mariawitów w Polsce, ze stolicą w Wiśniewie. Ordynariuszem diecezji jest bp Michał Maria Ludwik Jabłoński, rezydujący w Płocku.
18 sierpnia 2009 Kapituła Generalna mianowała biskupem-ordynariuszem diecezji lubelsko-podlaskiej kapłana Piotra Marię Bernarda Kubickiego, święcenia biskupie odbyły się 20 czerwca 2010 w Płocku. Decyzją II sesji Kapituły Generalnej Kościoła Starokatolickiego Mariawitów z 22 sierpnia 2011 bp Michał Maria Ludwik Jabłoński (zwierzchnik Kościoła do 2015) pełni funkcję biskupa diecezji lubelsko–podlaskiej, co zostało potwierdzone na II sesji Kapituły Generalnej 31 sierpnia 2015.
Diecezja skupia wyznawców z województwa lubelskiego i podlaskiego oraz ze wschodniej części województwa mazowieckiego. Najwięcej wiernych mieszka w powiecie mińskim, węgrowskim i siedleckim.

## Główna świątynia
- Kościół Trójcy Przenajświętszej w Wiśniewie[2]

## Parafie
- parafia św. Jana Chrzciciela w Cegłowie, proboszcz: kapł. Piotr Maria Grzegorz Dróżdż
  - kaplica w Jędrzejowie Nowym
  - kaplica w Krzywicy
  - kaplica w Łękawicy
  - kaplica w Świętochach
  - kaplica w Zglechowie
- parafia Świętych Apostołów Piotra i Pawła w Goździe, proboszcz: kapł. Patryk Maria Hubert Rubaj
- parafia Matki Boskiej Nieustającej Pomocy w Lublinie, proboszcz: kapł. Przemysław Maria Sławomir Rosiak
- parafia Przenajświętszego Sakramentu w Łanach, proboszcz: wakat
- parafia Narodzenia Najświętszej Maryi Panny w Mińsku Mazowieckim, proboszcz: bp Jarosław Maria Jan Opala
- parafia św. Anny w Piasecznie, proboszcz: kapł. Piotr Maria Grzegorz Dróżdż
  - kaplica św. Walentego w Kamionce (nieużytkowana)
- parafia Trójcy Przenajświętszej w Wiśniewie, proboszcz: kapł. Czesław Maria Zbigniew Nawara
  - kaplica w Abramach–Szemborach
  - kaplica w Czarnogłowie
  - kaplica w Wólce Kałuskiej
  - kaplica w Wólce Mlęckiej
  - kaplica w Turku
- parafia Przemienienia Pańskiego w Żarnówce, proboszcz: kapł. Tadeusz Maria Ładysław Ratajczyk
- parafia Wniebowzięcia Najświętszej Maryi Panny w Żeliszewie Dużym, proboszcz: kapł. Patryk Maria Hubert Rubaj
  - kaplica w Dąbrówce-Stanach

## Kancelaria diecezjalna
- Kancelaria diecezjalna diecezji lubelsko-podlaskiej
- Wiśniew, 05-313 Wiśniew